# Marianivka (oblast de Volhynie)
Marianivka (ukrainien : Мар'янівка) est une commune urbaine de l'oblast de Volhynie, en Ukraine. Elle compte 2 720 habitants en 2021.